# Katoliška teološka fakulteta v Splitu
Katoliška teološka fakulteta (izvirno hrvaško  Katolički bogoslovni fakultet u Splitu), s sedežem v Splitu, je fakulteta, ki je članica Univerze v Splitu.